# Murrumbidgee
Murrumbidgee – rzeka w Australii, w Nowej Południowej Walii. Długość 1541 km. Źródło w Górach Śnieżnych (Alpy Australijskie), uchodzi do Murray.